# Transformator Steinmetza

Transformator Steinmetza

Transformator Steinmetza lub układ Steinmetza – układ elektryczny używany do łagodzenia asymetrii obciążenia układu trójfazowego, spowodowanego przyłączeniem obciążenia jednofazowego.
Układ pozwala na osiągnięcie idealnej symetrii, gdy stosunek mocy biernej układu LC jest równy mocy czynnej odbiornika podzielonej przez pierwiastek z trzech:
{\displaystyle Q={\frac {P}{\sqrt {3}}}}